# Ciclo de taxón
Los ciclos de taxones se refieren a una teoría biogeográfica de cómo las especies evolucionan a través de expansiones y contracciones de distribución a lo largo del tiempo, asociadas con cambios adaptativos en la ecología y morfología de las especies. El concepto del ciclo del taxón fue formulado explícitamente por el biólogo E. O. Wilson en 1961 después de haber examinado la distribución, los hábitats, el comportamiento y la morfología de las especies de hormigas en el archipiélago de Melanesia.

## Etapas del ciclo del taxón
Wilson clasificó las especies en "estadios" evolutivos, que en la actualidad se describen comúnmente en el esquema de Ricklefs y Cox (1972). Sin embargo, con el advenimiento de las técnicas moleculares para construir relaciones filogenéticas calibradas en el tiempo entre especies, el concepto del ciclo del taxón se desarrolló aún más para incluir escalas temporales bien definidas y se combinó con conceptos de las teorías de sucesión ecológica y ciclo de especiación. Los ciclos de taxones se han descrito principalmente en entornos insulares (archipiélagos), donde la distribución y los movimientos de las especies se reconocen fácilmente, pero también pueden ocurrir en la biota continental.
- Etapa I: Especies jóvenes, en rápida expansión, indiferenciadas, de distribución amplia y continua en la etapa de colonización inicial que habitan en islas pequeñas, costas o hábitats perturbados (marginales). Se plantea la hipótesis de que tales especies incluyen muy buenos dispersores, especies efímeras y "supertramps" ecológicos.
- Etapa II: especies que generalmente están muy extendidas en muchas islas, pero donde la expansión geográfica se ha ralentizado, la diferenciación de la población ha generado subespecies o especies incipientes, y la extinción local en islas pequeñas puede haber creado brechas en la distribución. Esta etapa incluye especies que han mantenido una capacidad de dispersión relativamente buena, como los "grandes especiadores".[7] Los "complejos de especies" de la etapa temprana pueden consistir en especies de la etapa II.
- Etapa III: especies más antiguas, bien diferenciadas y bien definidas que se han trasladado a hábitats tierra adentro (y cuesta arriba) y donde la capacidad de dispersión reducida y las extinciones han fragmentado la distribución en islas más pequeñas y más pequeñas. Estas especies pueden ser especialistas en nichos, pero las adaptaciones novedosas o la dispersión accidental pueden reiniciar el ciclo del taxón.
- Etapa IV: las especies antiguas, relictas y endémicas en la etapa "final" están restringidas al interior de las islas (montañas) en unas pocas islas grandes. Esta etapa incluye un alto crecimiento de sedentarios especialistas con capacidad de dispersión limitada y pequeños tamaños de rango. Estas especies son evolutivamente distintivas, ya que especies (y subespecies) estrechamente relacionadas se han extinguido.

Desde entonces, se ha demostrado que la ecología y la evolución de las hormigas melanesias que inspiraron originalmente la hipótesis de Wilson son consistentes con las predicciones del ciclo del taxón utilizando métodos modernos. Se ha estimado que los ciclos de taxones tienen lugar durante períodos de 0,1 a 10 millones de años en diferentes grupos de aves de las islas de las Antillas Menores. Se utilizó la diferencia en la edad media de las especies en etapa tardía y temprana como una estimación más baja (4,7 millones de años) del ritmo del ciclo de taxones en una familia de aves del Indo-Pacífico .